# Campionati del mondo di atletica leggera 2022 - 100 metri piani femminili
La specialità dei 100 metri piani femminili dei campionati del mondo di atletica leggera 2022 si è svolta tra il 16 e il 17 luglio all'Hayward Field di Eugene, negli Stati Uniti d'America.

## Podio
| Pos.    | Atleta                  | Nazionalità | Tempo   |
| ------- | ----------------------- | ----------- | ------- |
| Oro     | Shelly-Ann Fraser-Pryce | Giamaica    | 10"67 = |
| Argento | Shericka Jackson        | Giamaica    | 10"73   |
| Bronzo  | Elaine Thompson-Herah   | Giamaica    | 10"81   |

## Situazione pre-gara

### Record
Prima di questa competizione, il record del mondo (RM) e il record dei campionati (RC) erano i seguenti.
| Record                | Prestazione | Atleta                               | Data                                     | Competizione  |
| --------------------- | ----------- | ------------------------------------ | ---------------------------------------- | ------------- |
| Record mondiale       | 10"49       | Florence Griffith-Joyner Stati Uniti | 16 luglio 1988 Indianapolis, Stati Uniti |               |
| Record dei campionati | 10"70       | Marion Jones Stati Uniti             | 28 agosto 1999 Siviglia, Spagna          | Mondiali 1999 |

### Campioni in carica
I campioni in carica a livello mondiale e olimpico erano:
| Campione | Atleta                           | Prestazione | Data                           | Competizione         |
| -------- | -------------------------------- | ----------- | ------------------------------ | -------------------- |
| Olimpico | Elaine Thompson-Herah Giamaica   | 10"61       | 31 luglio 2021 Tokyo, Giappone | Giochi olimpici 2021 |
| Mondiale | Shelly-Ann Fraser-Pryce Giamaica | 10"71       | 29 settembre 2019 Doha, Qatar  | Mondiali 2019        |

### La stagione
Prima di questa gara, le atlete con le migliori tre prestazioni dell'anno erano:
| Pos. | Atleta                           | Prestazione | Data                               |
| ---- | -------------------------------- | ----------- | ---------------------------------- |
| 1    | Shelly-Ann Fraser-Pryce Giamaica | 10"67       | 7 maggio 2022 Nairobi, Kenya       |
| 2    | Shericka Jackson Giamaica        | 10"77       | 24 giugno 2022 Kingston, Giamaica  |
| 3    | Elaine Thompson-Herah Giamaica   | 10"79       | 28 maggio 2022 Eugene, Stati Uniti |

## Risultati

### Batterie
Le batterie si sono corse a partire dalle 17:10 del 16 luglio. Le prime 3 di ogni batteria (Q) e i 3 tempi migliori tra le escluse (q) si qualificano alle semifinali.

#### Batteria 1
| Posizione | Corsia | Atleta              | Nazionalità   | Tempo | Note     |
| --------- | ------ | ------------------- | ------------- | ----- | -------- |
| 1         | 2      | Shericka Jackson    | Giamaica      | 11"02 | Q        |
| 2         | 7      | Zoe Hobbs           | Nuova Zelanda | 11"08 | (.071) Q |
| 3         | 3      | Anthonique Strachan | Bahamas       | 11"08 | (.077) Q |
| 4         | 8      | Imani Lansiquot     | Gran Bretagna | 11"24 |          |
| 5         | 5      | Xiaojing Liang      | Cina          | 11"25 |          |
| 6         | 6      | Ol'ga Safronova     | Kazakistan    | 11"65 |          |
| 7         | 4      | Mudhawi Alshammari  | Kuwait        | 11"91 |          |

#### Batteria 2
| Posizione | Corsia | Atleta                  | Nazionalità         | Tempo | Note     |
| --------- | ------ | ----------------------- | ------------------- | ----- | -------- |
| 1         | 2      | Shelly-Ann Fraser-Pryce | Giamaica            | 10"87 | Q        |
| 2         | 5      | Daryll Neita            | Gran Bretagna       | 10"95 | (.944) Q |
| 3         | 7      | Gina Lückenkemper       | Germania            | 11"09 | (.081) Q |
| 4         | 8      | Tynia Gaither           | Bahamas             | 11"16 | (.157) q |
| 5         | 3      | Ge Manqi                | Cina                | 11"17 | q        |
| 6         | 6      | Fatmata Awolo           | Sierra Leone        | 11"77 |          |
| 7         | 4      | Amya Clarke             | Saint Kitts e Nevis | 11"98 |          |

#### Batteria 3
| Posizione | Corsia | Atleta                  | Nazionalità       | Tempo | Note     |
| --------- | ------ | ----------------------- | ----------------- | ----- | -------- |
| 1         | 7      | Elaine Thompson-Herah   | Giamaica          | 11"15 | Q        |
| 2         | 6      | Nzubechi Grace Nwokocha | Nigeria           | 11"16 | (.158) Q |
| 3         | 2      | Zaynab Dosso            | Italia            | 11"26 | Q        |
| 4         | 3      | Joella Lloyd            | Antigua e Barbuda | 11"27 |          |
| 5         | 5      | Diana Vaisman           | Israele           | 11"29 | (.282)   |
| 6         | 8      | Crystal Emmanuel        | Canada            | 11"48 |          |
| 7         | 7      | Yasmeen Aldabbagh       | Arabia Saudita    | 13"21 |          |

#### Batteria 4
| Posizione | Corsia | Atleta                 | Nazionalità    | Tempo | Note                          |
| --------- | ------ | ---------------------- | -------------- | ----- | ----------------------------- |
| 1         | 7      | Marie-Josée Ta Lou     | Costa d'Avorio | 10"92 | Q                             |
| 2         | 3      | Twanisha Terry         | Stati Uniti    | 10"95 | (.944) Q                      |
| 3         | 5      | Kemba Nelson           | Giamaica       | 11"10 | Q                             |
| 4         | 6      | Carina Horn            | Sudafrica      | 11"29 | (.288)                        |
| 5         | 2      | Géraldine Frey         | Svizzera       | 11"30 | (.297)                        |
| 6         | 4      | Patrizia Van der Weken | Lussemburgo    | 11"34 |                               |
| 7         | 8      | Ka'Alieena Bien        | Isole Marshall | 14"71 | Miglior prestazione personale |

#### Batteria 5
| Posizione | Corsia | Atleta                | Nazionalità        | Tempo | Note                                     |
| --------- | ------ | --------------------- | ------------------ | ----- | ---------------------------------------- |
| 1         | 6      | Dina Asher-Smith      | Gran Bretagna      | 10"84 | Q                                        |
| 2         | 5      | Julien Alfred         | Saint Lucia        | 11"05 | Q                                        |
| 3         | 3      | Aminatou Seyni        | Niger              | 11"09 | (.081) Q                                 |
| 4         | 4      | Murielle Ahouré       | Costa d'Avorio     | 11"16 | (.158) q                                 |
| 5         | 7      | Vitória Cristina Rosa | Brasile            | 11"20 |                                          |
| 6         | 8      | Alexandra Burghardt   | Germania           | 11"29 | (.286)                                   |
| 7         | 2      | Hereiti Bernardino    | Polinesia francese | 12"90 | Miglior prestazione personale stagionale |

#### Batteria 6
| Posizione | Corsia | Atleta            | Nazionalità                   | Tempo | Note                          |
| --------- | ------ | ----------------- | ----------------------------- | ----- | ----------------------------- |
| 1         | 6      | Aleia Hobbs       | Stati Uniti                   | 11"04 | Q                             |
| 2         | 4      | Michelle-Lee Ahye | Trinidad e Tobago             | 11"18 | Q                             |
| 3         | 6      | Edidiong Odiong   | Bahrein                       | 11"28 | Q                             |
| 4         | 5      | Khamica Bingham   | Canada                        | 11"30 | (.297)                        |
| 5         | 7      | Ajla Del Ponte    | Svizzera                      | 11"41 |                               |
| 6         | 2      | Jasmine Abrams    | Guyana                        | 11"55 |                               |
| 7         | 3      | Zarinae Sapong    | Isole Marianne Settentrionali | 12"98 | Miglior prestazione personale |

#### Batteria 7
| Posizione | Corsia | Atleta             | Nazionalità    | Tempo | Note                          |
| --------- | ------ | ------------------ | -------------- | ----- | ----------------------------- |
| 1         | 7      | Mujinga Kambundji  | Svizzera       | 10"97 | Q                             |
| 2         | 5      | Melissa Jefferson  | Stati Uniti    | 11"03 | Q                             |
| 3         | 8      | Ewa Swoboda        | Polonia        | 11"07 | Q                             |
| 4         | 6      | Bree Masters       | Australia      | 11"29 | (.283)                        |
| 5         | 4      | Maria Isabel Pérez | Spagna         | 11"30 | (.293)                        |
| 6         | 2      | Loréne Bazolo      | Portogallo     | 11"44 |                               |
| 7         | 3      | Jovita Arunia      | Isole Salomone | 13"15 | Miglior prestazione personale |

### Semifinali
Le semifinali si sono corse a partire dalle 17:33 del 17 luglio. Le prime 2 di ogni semifinale (Q) e i 2 tempi migliori tra le escluse (q) si qualificano alla finale.

#### Semifinale 1
| Posizione | Corsia | Atleta                  | Nazionalità    | Tempo | Note   |
| --------- | ------ | ----------------------- | -------------- | ----- | ------ |
| 1         | 6      | Shericka Jackson        | Giamaica       | 10"84 | Q      |
| 2         | 3      | Dina Asher-Smith        | Gran Bretagna  | 10"89 | Q      |
| 3         | 4      | Twanisha Terry          | Stati Uniti    | 11"04 |        |
| 4         | 8      | Nzubechi Grace Nwokocha | Nigeria        | 11"16 |        |
| 5         | 7      | Aminatou Seyni          | Niger          | 11"21 |        |
| 6         | 2      | Kemba Nelson            | Giamaica       | 11"25 | (.242) |
| 7         | 1      | Murielle Ahouré         | Costa d'Avorio | 11"25 | (.243) |
| 8         | 5      | Julien Alfred           | Saint Lucia    | dq    | TR16.8 |

#### Semifinale 2
| Posizione | Corsia | Atleta                | Nazionalità    | Tempo | Note                          |
| --------- | ------ | --------------------- | -------------- | ----- | ----------------------------- |
| 1         | 6      | Elaine Thompson-Herah | Giamaica       | 10"82 | Q                             |
| 2         | 5      | Marie-Josée Ta Lou    | Costa d'Avorio | 10"87 | Q                             |
| 3         | 4      | Melissa Jefferson     | Stati Uniti    | 10"92 | q                             |
| 4         | 3      | Mujinga Kambundji     | Svizzera       | 10"96 | q                             |
| 5         | 8      | Anthonique Strachan   | Bahamas        | 10"98 | Miglior prestazione personale |
| 6         | 7      | Ewa Swoboda           | Polonia        | 11"08 | (.072)                        |
| 7         | 2      | Ge Manqi              | Cina           | 11"13 | (.126)                        |
| 8         | 1      | Edidiong Odiong       | Bahrein        | 11"56 |                               |

#### Semifinale 3
| Posizione | Corsia | Atleta                  | Nazionalità       | Tempo | Note   |
| --------- | ------ | ----------------------- | ----------------- | ----- | ------ |
| 1         | 4      | Shelly-Ann Fraser-Pryce | Giamaica          | 10"93 | Q      |
| 2         | 5      | Aleia Hobbs             | Stati Uniti       | 10"95 | Q      |
| 3         | 3      | Daryll Neita            | Gran Bretagna     | 10"97 |        |
| 4         | 7      | Gina Lückenkemper       | Germania          | 11"08 | (.080) |
| 5         | 6      | Zoe Hobbs               | Nuova Zelanda     | 11"13 | (.124) |
| 6         | 8      | Michelle-Lee Ahye       | Trinidad e Tobago | 11"24 |        |
| 7         | 1      | Zaynab Dosso            | Italia            | 11"28 |        |
| 8         | 2      | Tynia Gaither           | Bahamas           | dq    | TR16.8 |

### Finale
La finale si è corsa alle 19:50 del 17 luglio.
| Posizione | Corsia | Atleta                  | Nazionalità    | Tempo | Note                          |
| --------- | ------ | ----------------------- | -------------- | ----- | ----------------------------- |
| Oro       | 6      | Shelly-Ann Fraser-Pryce | Giamaica       | 10"67 | =                             |
| Argento   | 3      | Shericka Jackson        | Giamaica       | 10"73 | Miglior prestazione personale |
| Bronzo    | 4      | Elaine Thompson-Herah   | Giamaica       | 10"81 |                               |
| 4         | 8      | Dina Asher-Smith        | Gran Bretagna  | 10"83 | =                             |
| 5         | 1      | Mujinga Kambundji       | Svizzera       | 10"91 |                               |
| 6         | 7      | Aleia Hobbs             | Stati Uniti    | 10"92 |                               |
| 7         | 5      | Marie-Josée Ta Lou      | Costa d'Avorio | 10"93 |                               |
| 8         | 2      | Melissa Jefferson       | Stati Uniti    | 11"03 |                               |